# Demetria Washington
Demetria Washington (Estados Unidos, 31 de diciembre de 1979) es una atleta estadounidense, especialista en la prueba de 4x400 m, en la que ha logrado ser campeona mundial en 2003.

## Carrera deportiva
En el Mundial de París 2003 ganó la medalla de oro en los relevos 4x400 metros, con un tiempo de 3:22.63 segundos, por delante de Rusia y Jamaica, siendo sus compañeras de equipo: Jearl Miles Clark, Me'Lisa Barber y Sanya Richards.